# Marcillac-Vallon

Marcillac-Vallon este o comună în departamentul Aveyron din sudul Franței. În 1 ianuarie 2022 avea o populație de 1.714 de locuitori. Comuna aparține arondismentului Rodez și cantonului Vallon (până în 2015 Cantonul Marcillac-Vallon). Locuitorii sunt numiți Marcillacois.

## Populația
| 1962                    | 1968 | 1975 | 1982 | 1990 | 1999 | 2006 | 2012 |
| ----------------------- | ---- | ---- | ---- | ---- | ---- | ---- | ---- |
| 1184                    | 1370 | 1493 | 1564 | 1485 | 1532 | 1613 | 1672 |
| Sursa: Cassini și INSEE |      |      |      |      |      |      |      |

## Obiective turistice
- Capela Notre-Dame in Foncorrieu, din 1988 monument istoric
- Manoir de Curlande, din 2001 monument istoric

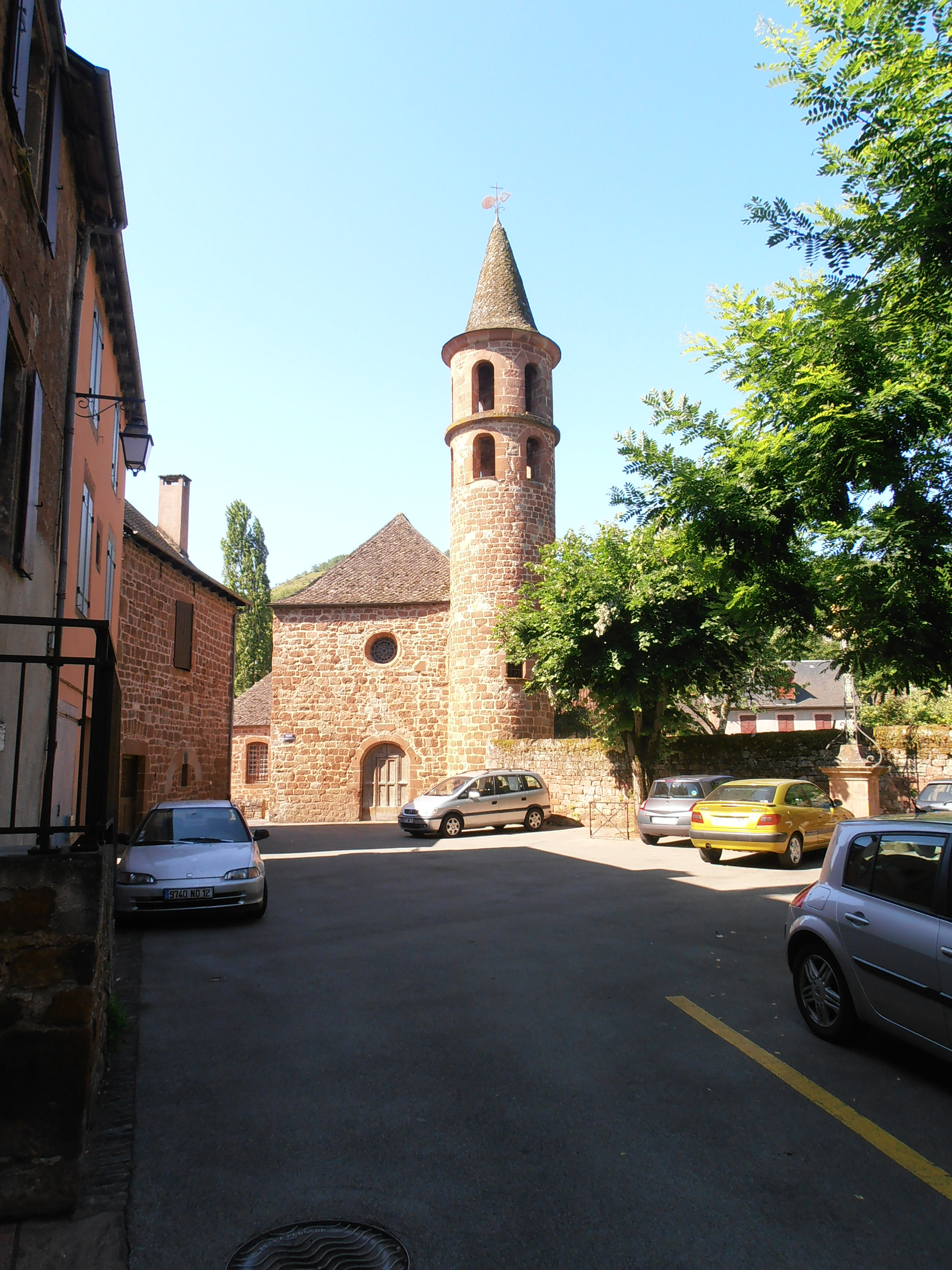
Capela Notre-Dame
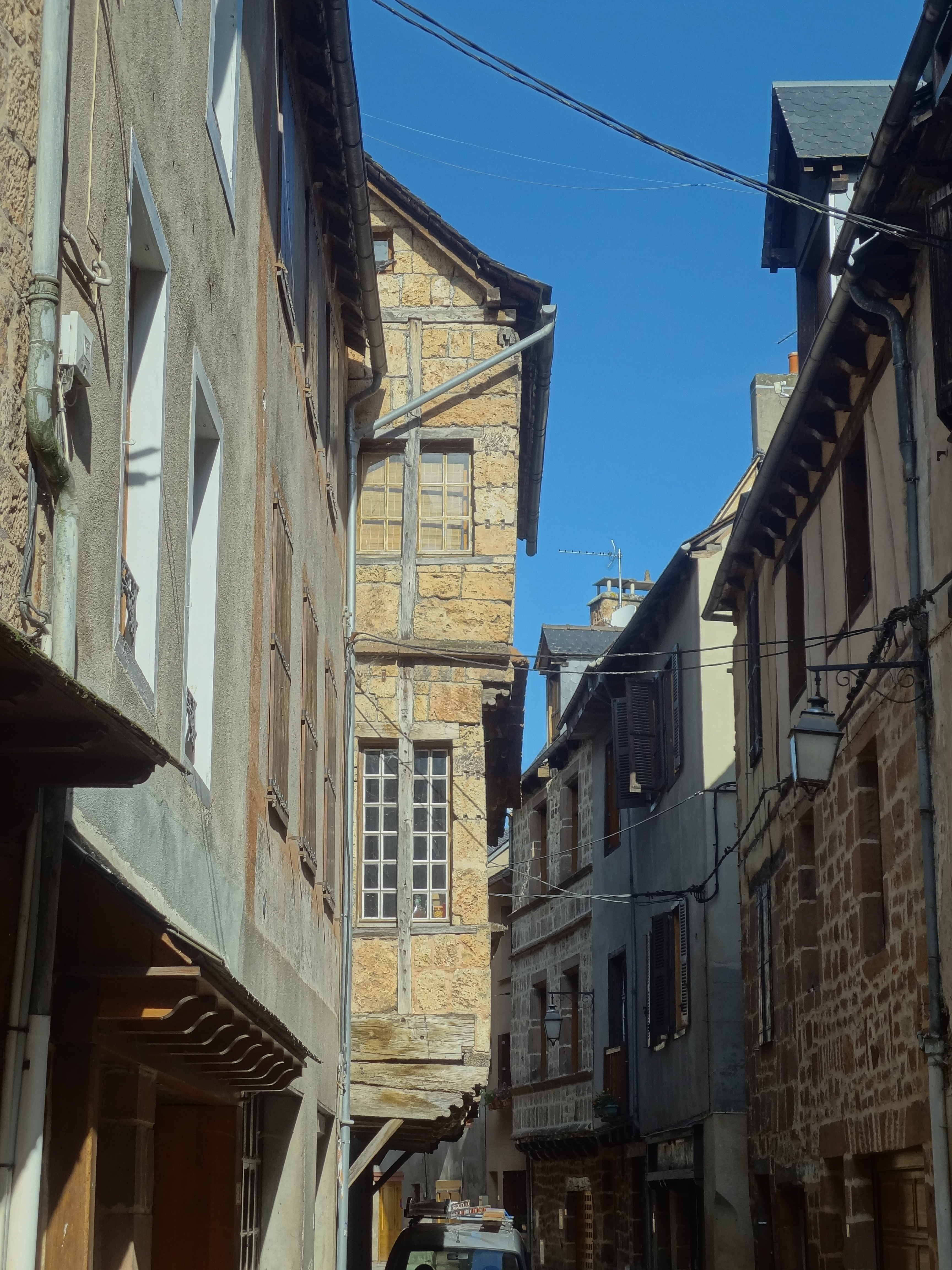
Centrul vechi